# 댕기동자
《댕기동자》는 MBC에서 1989년 5월 1일부터 같은 해 10월 26일까지 방영되었던 어린이 드라마이다.

## 출연
- 이상택(조동탁) -댕기동자-
- 이희도(숙부)
- 권재희(숙모)
- 김혜영(담임선생님)
- 최낙천(할아버지)
- 김주영(경비아저씨)
- 강현종(동추)
- 정현옥(아라)
- 정명현(허물렁)
- 한규희(교감선생님)
- 정영란(양호선생님)
- 김웅철(최 선생)
- 이경아(오 선생)
- 이상철(유치한)
- 문용철(만화가게 주인)
- 박영희
- 이영록, 손진주, 여민구, 임범숙, 박미정, 박지영, 최석호, 김재진, 이남혁, 김재호, 김희조, 이선혜, 박지연, 안수란, 임소령, 오윤경, 오훈식, 김지애, 유원호, 강승연, 양지선, 홍경인

## 방영목록
제1화 서울에서 온 댕기동자(1)
제2화 서울에서 온 댕기동자(2)
제3화 서울에서 온 댕기동자(3)
제4화 서울에서 온 댕기동자(4)
제5화 서울에서 온 댕기동자(5)
제6화 즐거운 학교생활
제7화 놀이공원에서 생긴 일
제8화 청개구리 소동
제9화 여러분 믿어주세요
제10화 아빠의 매운탕
제11화 왜들이래 내가 이상해
제12화 댕기동자 힘쓰네
제13화 동자손은 약손
제14화 맨발의 축구선수
제15화 꼴찌 허물렁
제16화 꽹가리소리 어때요
제17화 아라의 생일선물
제18화 양반님 체면보소
제19화 육체미 선발대회
제20화 만능선수 댕기동자
제21화 우리 조카님이라구
제22화 내 취미는 뭐니
제23화 상추쌈 파티
제24화 만변통치 동자님
제25화 더운 음식 드셔야죠
제26화 열려라 참깨
제27화 아롱이의 선물
제28화 달걀귀신
제29화 봉숭아물 잘 들었지
제30화 머리카락 뽑기대회
제31화 진짜사나이
제32화 댕기동자 말씀대로
제33화 채변배달 나왔어요
제34화 성날팔이 소녀
제35화 무공해 토끼
제36화 마네킹 소동
제37화 감자의 작전미스
제38화 오빠 미워
제39화 사진 찍는날
제40화 엥 틀렸잖아
제41화 포도주스는 싫어요
제42화 지옥에서 온 사돈님
제43화 헬로 메리
제44화 파리의 몸무게는 얼마나 될까
제45화 잠자는 왕자님
제46화 댕기동자가 뭐 어쨌다구
제47화 오줌 싼 댕기동자
제48화 울고싶어라
제49화 저는 왈가닥이 아니에요
제50화 혼내는 방법도 가지가지
제51화 오리들의 합창
제52화 시장구경
제53화 댕기동자는 오후반
제54화 마니또 사랑해요
제55화 허물렁과 허물랑
제56화 즐거운 여름방학
제57화 수영장 나들이
제58화 허물렁 꿈에 갑자기
제59화 짚신도 짝이 있다더니
제60화 못생긴 이빨때문에
제61화 고향에 온 댕기동자(전편)
제62화 고향에 온 댕기동자(후편)
제63화 멀고 먼 고향길
제64화 달기님 달기님
제65화 호박같은 개똥참외
제66화 성환당귀신
제67화 콩밭 메던날
제68화 도사님 도사님
제69화 고려청자 이조백자
제70화 장가 가는 날
제71화 5학년 5반 소집일
제72화 숙모님 축하합니다
제73화 동전 한닢
제74화 효자가 따로 있나
제75화 머리깎고 서울구경
제76화 007가방
제77화 방학숙제는 괴로워
제78화 감자 마음 아무도 몰라
제79화 캠핑가던 날
제80화 저는 빨래올시다
제81화 아라 멋 부리다
제82화 양선셍님 바람났네
제83화 물좀주소
제84화 동추는 덜렁덜렁
제85화 착한마음 하얀마음
제86화 이러지들 마세요
제87화 사진한장 때문에
제88화 꿀밤타령
제89화 약속을 지킵시다
제90화 보물지도소동
제91화 늙은 놋숟가락
제92화 신경성 딸꾹질
제93화 자라는 솔잎
제94화 학급신문 만들기
제95화 고삐풀린 망아지들
제96화 한가위(전편)
제97화 한가위(후편)
제98화 가울소나타(1)
제99화 가을소나타(2)
제100화 가울소나타(3)
제101화 가을소나타(4)
제102화 가을소나타(5)
제103화 내한몸 희생해서
제104화 꽃병속의 비밀
제105화 코비틀기 작전
제106화 몽당연필때문에
제107화 내 짝좀 바꿔주세요(1)
제108화 내 짝좀 바꿔주세요(2)
제109화 내 짝좀 바꿔주세요(3)
제110화 때는 가을인데
제111화 피리부는 사나이
제112화 아라의 비밀일기
제113화 과외공부는 괴로워
제114화 심보가 좋아야지
제115화 양선생님 시잡가세요
제116화 가위바위보
제117화 가을은 남자의 계절
제118화 요술카메라
제119화 검불같은 실못하나
제120화 신령님의 착각
제121화 궁둥이 합창
제122화 도둑이 제 발저려
제123화 감자의 여드름
제124화 빵점입니다
제125화 불우이웃돕기 작전
제126화 댕기 댕기 댕기동자(최종회)